# Sun Bu'er

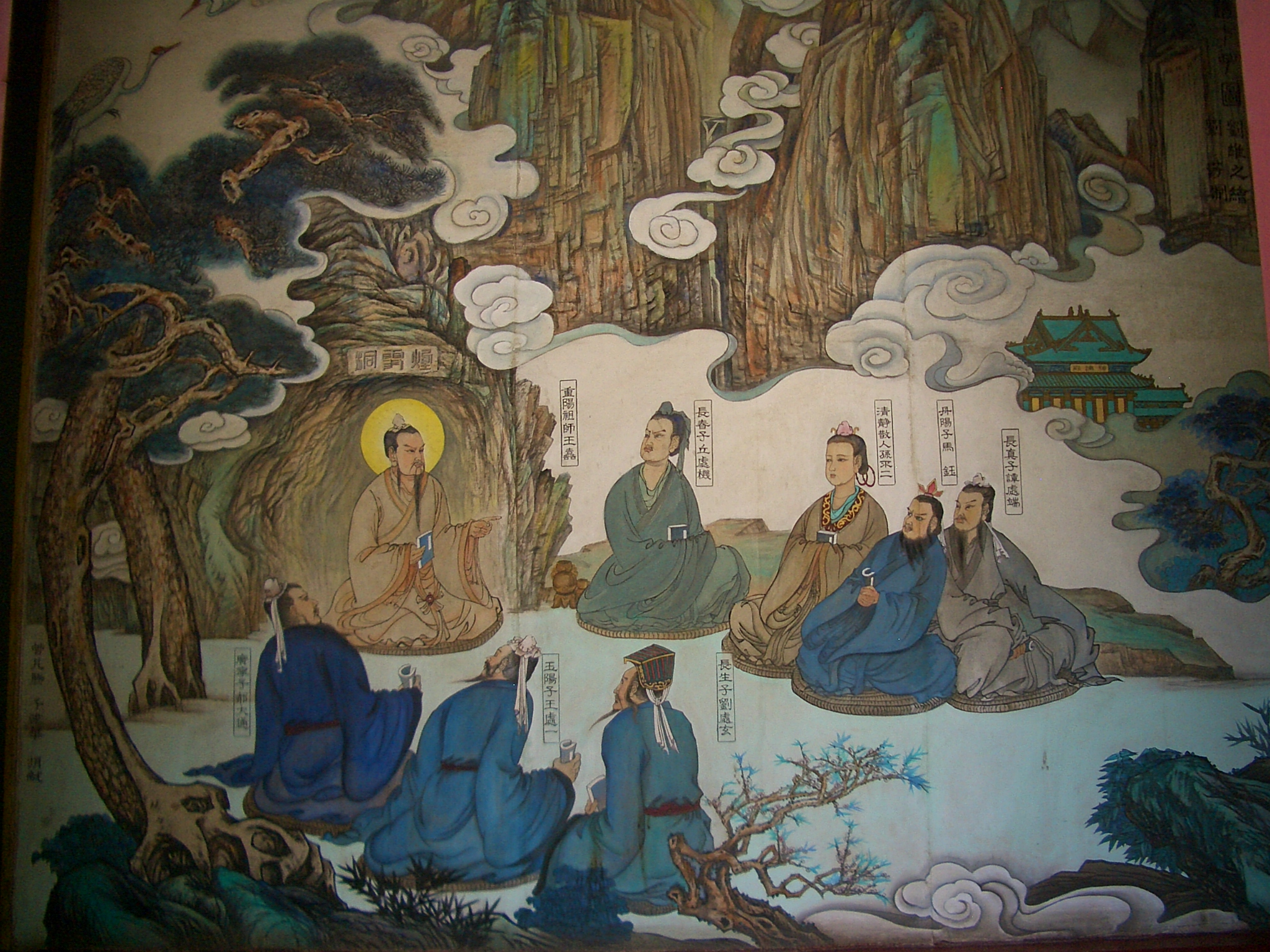
El maestro Wang Chongyang (con aureola).La segunda figura a su izquierda es Sun Bu'er

Sun Bu'er (Sun Pu-erh, en chino 孫不二;  1119 - 1182), poetisa china, una de los Siete Maestros Taoístas de Quanzhen, vivió en la provincia china de Shandong, y es conocida hasta hoy como "La Hermana Inmortal". Era una mujer bella, inteligente, adinerada, casada y con tres hijos. Su apellido era Sun y su nombre, Fuchun, Bu'er su nombre taoísta. Su marido Ma Yu era un discípulo del maestro taoísta Wang Chongyang. A la edad de 51 años ella consideró tomarse en serio el estudio del Tao y se convirtió en discípula de Wang Chongyang, sirviendo como sacerdotisa taoísta. Abandonó finalmente su casa y viajó a la ciudad de Loyang donde, después de doce años de práctica en la cueva Fengxiangu, obtuvo el Tao y, se dice, se convirtió en inmortal. Sun fue maestra de varios discípulos, fundando la Secta de la Pureza y la Tranquilidad, y escribió poesía taoísta. Es una de las maestras taoístas más famosas de China.

## Los Siete Inmortales
- Ma Yu
- Liu ChuXuan
- Hao DaTong
- Tan ChuDuan
- Qiu Chuji
- Wang ChuYi
- Sun Bu'er